# Valle di Champorcher
La Valle di Champorcher (pron. fr. AFI: [ʃɑ̃pɔʁʃe] - in francese, vallée de Champorcher) è una valle laterale della Valle d'Aosta, che prende il nome dal comune di Champorcher.

## Geografia

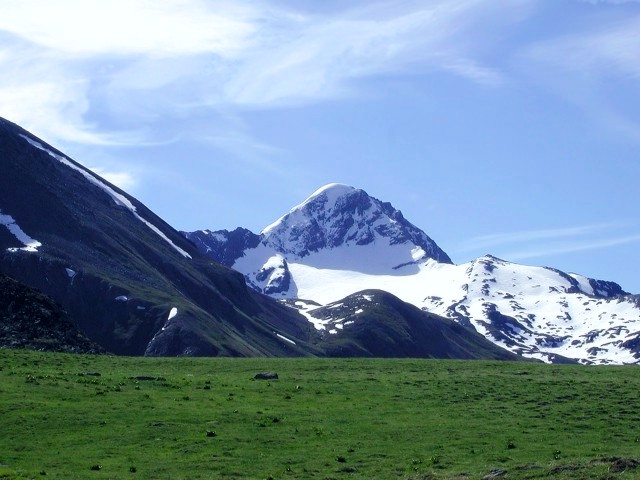
Punta Tersiva

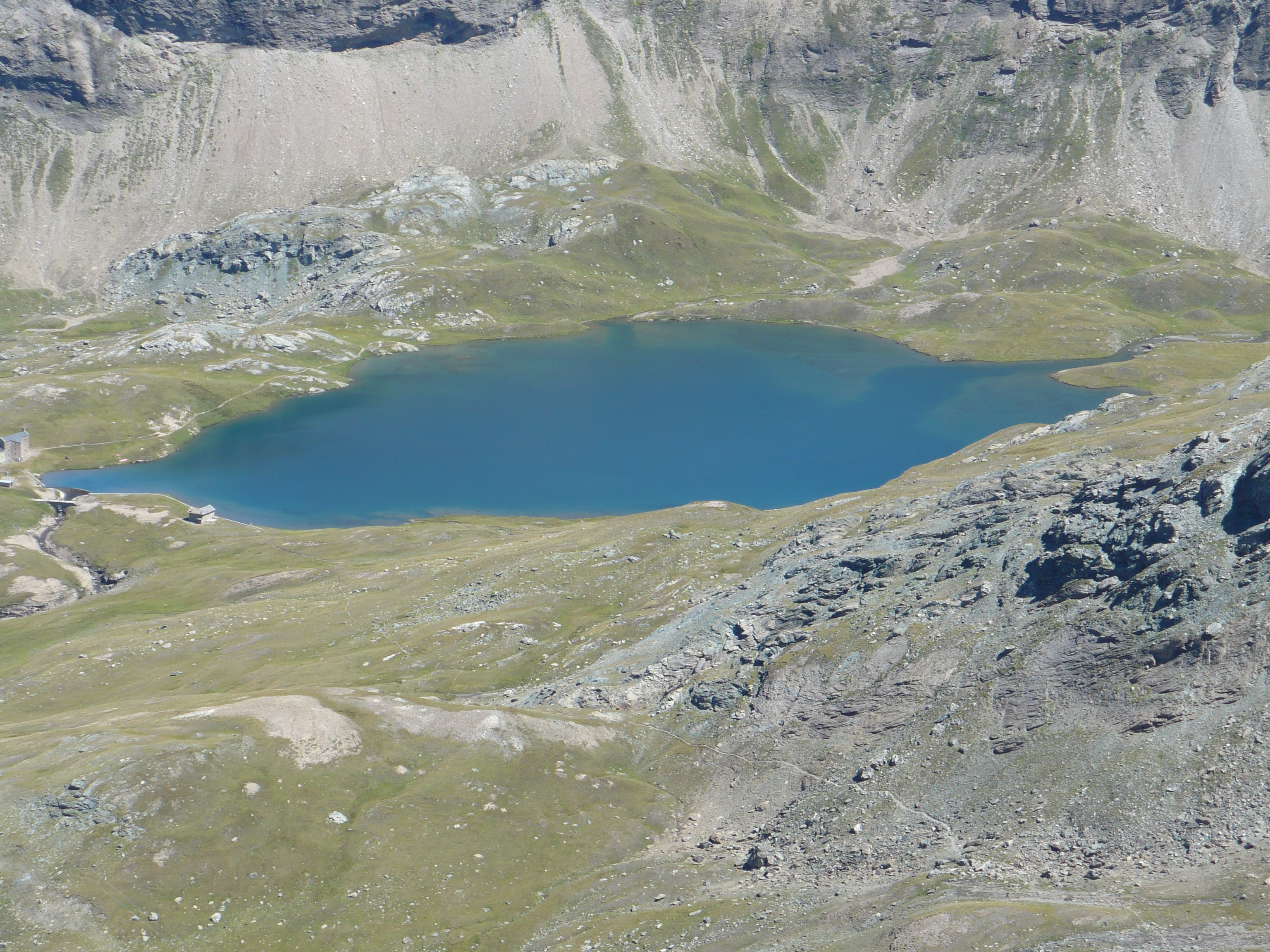
Lago Misérin

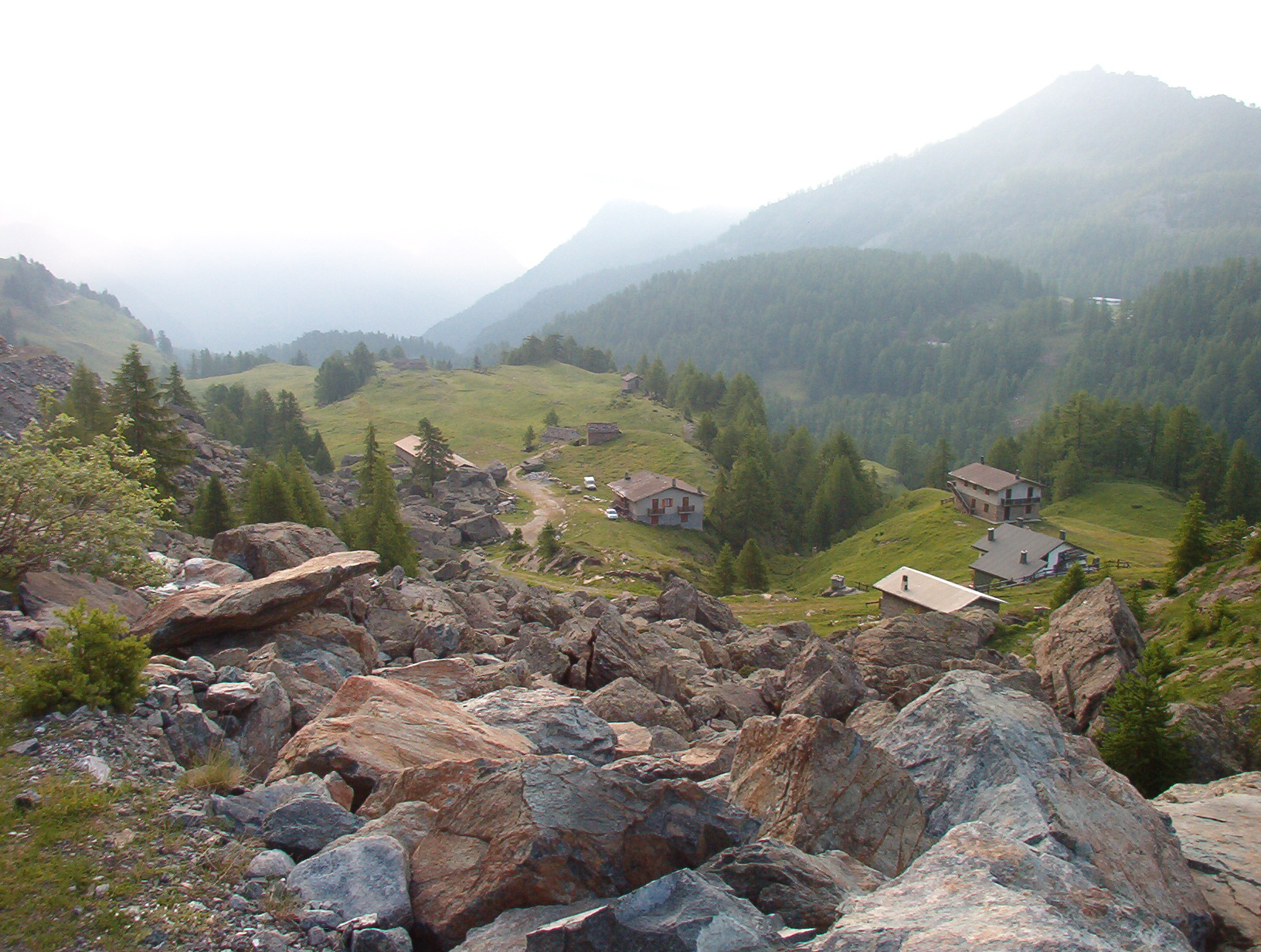
Panorama della conca di Dondena

La Valle di Champorcher appartiene al bacino idrografico destro della Dora Baltea. È l'ultima valle sulla destra orografica della Dora Baltea, in Valle d'Aosta. Quella precedente è la Val di Cogne, se si trascurano due valloni minori: il vallone di Champdepraz e la val Clavalité. È solcata dal torrente Ayasse, tributario di destra della Dora Baltea.

### Orografia
La valle di Champorcher non possiede catene montuose di una certa imponenza, paragonabili a quelle delle valli della zona.
Sulla destra orografica, a partire dal fondovalle e lungo lo spartiacque con la Valchiusella, la prima cima che si incontra è il Bec Cocor (2.142 m), sopra Hône. Lo spartiacque prosegue dal Bec Cocor al mont Debat (2.622 m); seguono la Pointe de Dondogna (2.550 m), il mont de Prel (2.607 m) e il mont de Corni (2.778 m), cime comprese nei territori di Pontboset e che coronano la val de Brenve. Seguendo la cresta, si incontrano successivamente il monte Marzo (2.756 m), posto alla testata del vallon de l'Alleigne, e la punta Santanel (2.721 m), dalla quale prosegue verso ovest una cresta rocciosa e severa che si spegne sul col Laris.
Lo spartiacque del versante opposto non presenta cime di particolare interesse: dal Col Courtil (1.511 m) a Tête Colon (1.921 m), fino alla Pointe d'Arcomy (1.991 m), esso non raggiunge i 2.000 m. Da cima Piana (2.512 m), sul confine con i territori di Champdepraz e del parco naturale del Mont Avic, la quota del crinale aumenta progressivamente, fino a toccare i 2.866 m della Gran Rossa (Grande-Rousse).
La testata della valle di Champorcher corona il lago Misérin. A sud della conca di Dondena si trova la Rosa dei Banchi (3.163 m), con il sottostante nevaio dei Banchi, l'ultimo rimasto nella valle. Proseguendo verso ovest, si trovano il Bec Costazza (3.092 m) e la Torre Ponton (3.101 m), posta tra la Fenêtre de Champorcher e il col Pontonnet. Sul versante nord di Dondena, si trova il mont Moussaillon (3.075 m), il mont Dela (3.139 m) e il mont Glacier, che con i suoi 3.185 m rappresenta il punto più elevato della valle di Champorcher.
Appena al di fuori dei territori di Champorcher, fra Cogne e Fénis, si eleva la Punta Tersiva (3.512 m), una montagna certamente fra le più eleganti delle Alpi Graie; la sua vetta è accessibile in giornata dalla valle di Champorcher attraverso una cresta rocciosa e molto diretta, la cui percorrenza richiede proprio per questo motivo un'adeguata preparazione alpinistica.

## Centri abitati

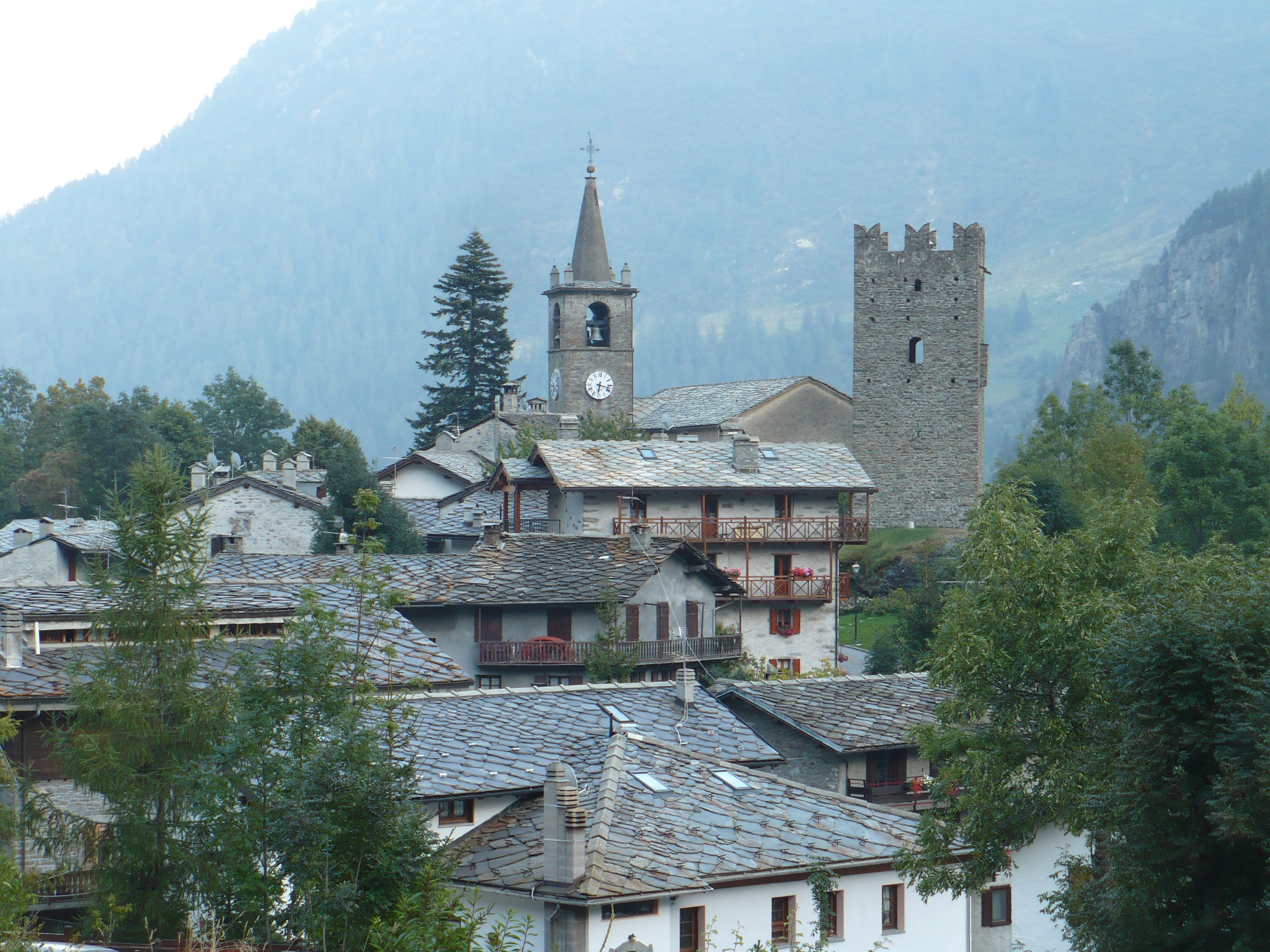
Champorcher

Salendo la valle si incontrano nell'ordine i comuni di:
- Hône
- Pontboset
- Champorcher

## Turismo

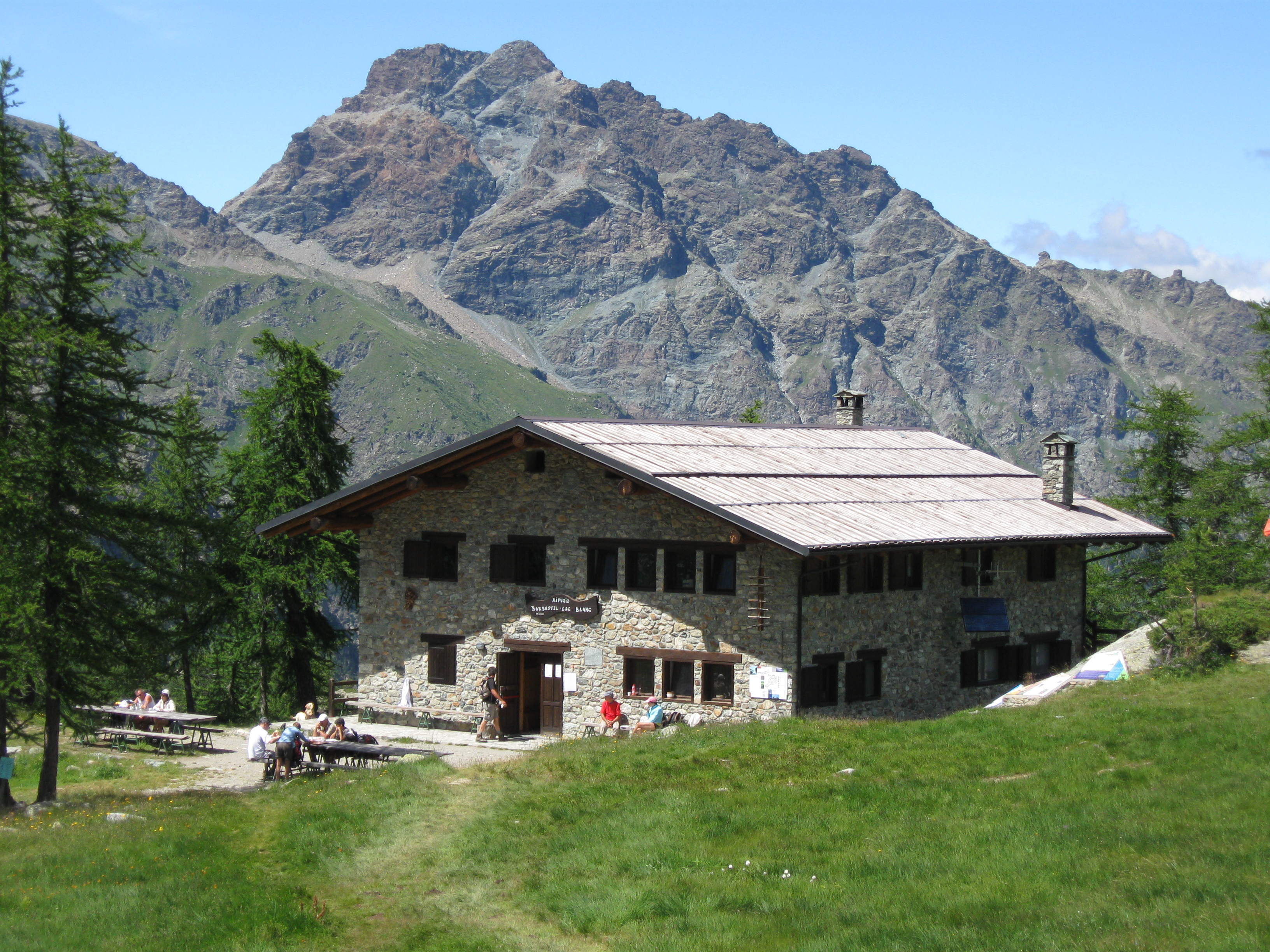
Rifugio Barbustel

Per favorire l'ascensione ai monti della valle e l'escursionismo in alta quota la valle è dotata di alcuni rifugi alpini:
- Rifugio Misérin - 2.580 m
- Rifugio Barbustel - Lac Blanc - 2.200 m
- Rifugio Dondena - 2.192 m

La valle è inoltre attraversata dall'Alta via della Valle d'Aosta n. 2.

## Ambiente
La parte più alta della valle è inclusa, a seguito dell'ampliamento avvenuto nel 2003, nel parco naturale del Mont Avic.